# Putzeysia wiseri
Putzeysia wiseri is een slakkensoort uit de familie van de Eucyclidae. De wetenschappelijke naam van de soort is voor het eerst geldig gepubliceerd in 1842 door Calcara.